# Стохастическая оптимизация
Стохастическая оптимизация — класс алгоритмов оптимизации, использующая случайность в процессе поиска оптимума. Случайность может проявляться в разных вещах.
Алгоритмы стохастической оптимизации используются в случае, если целевая функция сложная, многоэкстремальная, с разрывами, с помехами и пр.

## Программное обеспечение
- FortSP — коммерческое ПО (Англия)
- OpenOpt — свободное ПО с коммерческим дополнением для решения задач стохастической оптимизации (Украина)